# トリプルDES

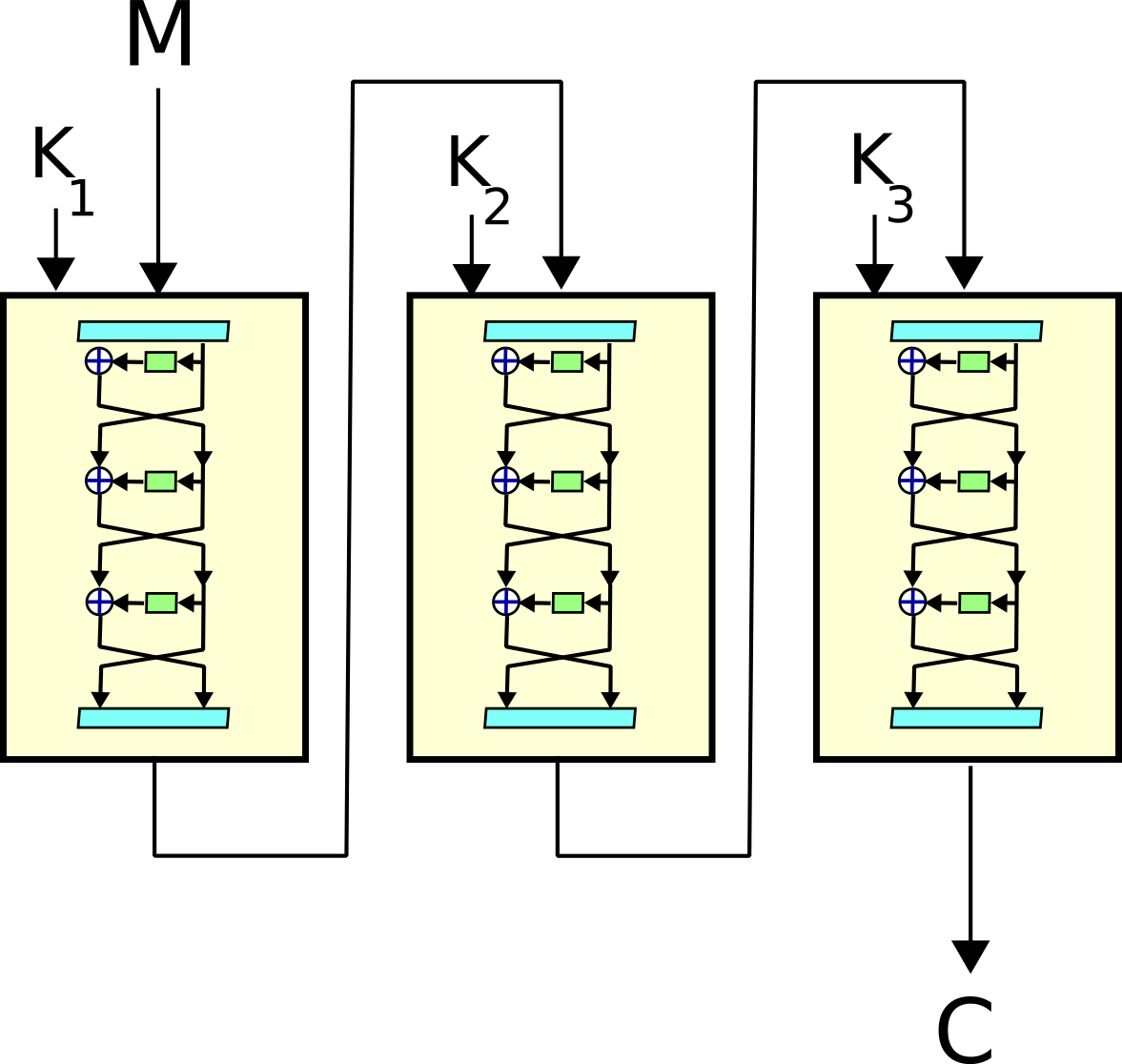
3DES

トリプルDES（トリプルデス、英語: Triple DES、3DES）とは、共通鍵ブロック暗号であるDESを3回施す暗号アルゴリズム。正式名称はTriple Data Encryption Algorithm(TDEA、Triple DEA)。時代の流れに伴い、鍵長56ビットのDESでは総当たり攻撃への耐性が低くなったことから、これを補う目的で考案された。

## 概要
平文を単にDESで3回暗号化するのではなく、暗号化→復号→暗号化の順に施す暗号アルゴリズムである。
C = encryptk3(decryptk2(encryptk1(P)))
ただし
P ... 平文
C ... 暗号文
ki ... 鍵 #i
encrypt, decrypt ... DES
この鍵の選択について3つのオプションが存在する。
Keying option 1
k1, k2, k3 すべてが異なる場合。
3 × 56 = 168ビットの鍵長となるが、既知の攻撃法が存在するため実質的な暗号強度は112ビット程度となる。3TDEA、3-key 3DES などと呼ばれる。
Keying option 2
k1 と k2 が異なり、k3 = k1 の場合。
2 × 56 = 112ビットの鍵長となるが、既知の攻撃法が存在するため実質的な暗号強度はせいぜい80ビットとされる。中間一致攻撃への耐性があるため、単純にDESで2回暗号化するよりは安全である。2TDEA、2-key 3DES などと呼ばれる。
Keying option 3
k1 = k2 = k3の場合。
DESと同じであり、56ビットの鍵長を持つ。このオプションにより、トリプルDESはDESに対して上位互換性を持つ（DESによって暗号化された文章をトリプルDESで復号できる。）

## 理論
3つの鍵{k1,k2,k3}を使うトリプルDES (-EEE) が、1つの鍵k4でDESを行う場合よりも安全性が向上するかが問題となる。ここで任意の{k1、k2、k3}について
C1 = DES<k3>( DES<k2>( DES<k1>( P ) ) )
C2 = DES<k4>( P )
とすると、全てのPについてC1 == C2となるk4が存在するならば、トリプルDES (-EEE) の鍵空間はDESと同じであり、安全性は向上しないことになる。この問題について、任意の{k1,k2}に対して、DES<k2>( DES<k1>( * ) ) == DES<k3>( * ) となるk3は存在しないことが証明され、DESを多段にすることで鍵空間は拡大できることが示された。つまり、DESは群をなさない。

## 安全性
一般的にトリプルDESでは3つの異なる鍵 (Keying option 1) を用いて168ビットの鍵長を持っているが、中間一致攻撃により安全性は112ビット相当となる。2つの異なる鍵 (Keying option 2) を用いる場合は112ビットの鍵長を持っているが、選択平文攻撃または既知平文攻撃により安全性はせいぜい80ビット相当とされる。112ビットであっても総当たりには相当なコンピュータパワーが必要となるが、年々の性能向上を考慮し、アメリカ国立標準技術研究所は2023年末をもって全てのアプリケーションで廃止するとしている。

## 実利用
DESと同じアルゴリズムで簡単に実装できることから、ICカードの共通仕様であるEMVなどをはじめ現在でも広く利用されている。
ただし、安全性が実質112ビットまでとなることや、DESを3回施すことで計算負荷も3倍となることから、現在はより安全で高速なAESに置き換わりつつある。AESをサポートしておらず、トリプルDESまでの対応にとどまるWindows XP等への下位互換性を維持する目的等で使われた。

## 実装ライブラリ
トリプルDESをサポートしているライブラリは以下の通り。
- Botan
- Bouncy Castle（英語版）
- cryptlib（英語版）
- Crypto++（英語版）
- Libgcrypt（英語版）
- Nettle（英語版）
- OpenSSL
- wolfSSL

（上記のライブラリの中の最近のバージョンでは、デフォルトビルドでトリプルDESが有効でないものもある。）